# Liste des longs métrages boliviens proposés à l'Oscar du meilleur film international
Cet article présente la liste des longs métrages boliviens proposés à l'Oscar du meilleur film international.

## Films proposés par la Bolivie
| Année (Cérémonie) | Titre français                  | Titre original                  | Langue(s)                 | Réalisateur             | Résultat    |
| ----------------- | ------------------------------- | ------------------------------- | ------------------------- | ----------------------- | ----------- |
| 1996 (68e)        | Jonás y la ballena rosada (es)  | Jonás y la ballena rosada (es)  | espagnol                  | Juan Carlos Valdivia    | Non nommé   |
| 2004 (76e)        | Dependencia sexual              | Dependencia sexual              | espagnol, anglais         | Rodrigo Bellott (es)    | Non nommé   |
| 2006 (78e)        | Di buen día a papá              | Di buen día a papá              | espagnol                  | Fernando Vargas         | Disqualifié |
| 2007 (79e)        | American Visa (es)              | American Visa (es)              | espagnol                  | Juan Carlos Valdivia    | Non nommé   |
| 2008 (80e)        | Los Andes no creen en Dios (gl) | Los Andes no creen en Dios (gl) | espagnol                  | Antonio Eguino (es)     | Disqualifié |
| 2010 (82e)        | Zona sur (es)                   | Zona sur (es)                   | espagnol, aymara          | Juan Carlos Valdivia    | Non nommé   |
| 2013 (85e)        | Insurgentes                     | Insurgentes                     | espagnol, Aymara, quechua | Jorge Sanjinés          | Retiré      |
| 2015 (87e)        | Olvidados (es)                  | Olvidados (es)                  | espagnol                  | Carlos Bolado           | Non nommé   |
| 2017 (89e)        | Carga sellada (es)              | Carga sellada (es)              | espagnol                  | Julia Vargas-Weise (es) | Non nommé   |
| 2018 (90e)        | Viejo calavera                  | Viejo calavera                  | espagnol                  | Kiro Russo              | Non nommé   |
| 2019 (91e)        | Muralla (gl)                    | Muralla (gl)                    | espagnol                  | Rodrigo Patiño          | Non nommé   |
| 2020 (92e)        | Tu me manques (es)              | Tu me manques (es)              | espagnol, anglais         | Rodrigo Bellott (es)    | Non nommé   |
| 2021 (93e)        | Chaco (es)                      | Chaco (es)                      | aymara, quechua, espagnol | Diego Mondaca (es)      | Non nommé   |
| 2022 (94e)        | Le Grand Mouvement (es)         | El gran movimiento              | espagnol                  | Kiro Russo              | Non nommé   |
| 2023 (95e)        | Utama                           | Utama                           | quechua, espagnol         | Alejandro Loayza Grisi  | Non nommé   |
| 2024 (96e)        | El visitante (es)               | El visitante (es)               | espagnol                  | Martín Boulocq (es)     | Non nommé   |
| 2025 (97e)        | Mano propia (en)                | Mano propia (en)                | espagnol                  | Rodrigo Patino          | Non nommé   |